# 亞歷山德里夫卡 (卡蘭恰克市鎮)
亞歷山德里夫卡（羅馬化：Oleksandrivka）是烏克蘭南部赫爾松州斯卡多夫斯克區卡蘭恰克市鎮的村莊，始建於1820年，面積61.7平方公里，海拔高度5米，2001年人口1,075，人口密度每平方公里17.4人。